# Свихнувшиеся
«Свихну́вшиеся» (англ. Around the Bend) — драма 2004 года в жанре роуд-муви, описывающая непростые отношения в семье.

## Сюжет
В фильме рассказывается о взаимоотношениях между поколениями мужчин семейства Лэйр. Все члены семьи собираются в ресторане быстрого питания, чтобы разобраться в отношениях.
Генри Лэйр (Майкл Кейн) — археолог, проявляющий интерес к антропологии, племенным танцам и ритуалам. Он воспитал своего внука, Джейсона Лэйра (Джош Лукас), без участия его отца-музыканта, Тёрнера (Кристофер Уокен), «белой вороны» в семье, который исчез, когда Джейсон был ребенком. Зак Лэйр (Джона Бобо) — маленький сын Джейсона.

## В ролях
- Майкл Кейн — Генри Лэйр
- Джона Бобо — Зак Лэйр, правнук Генри
- Джош Лукас — Джейсон Лэйр, внук Генри, отец Зака
- Гленн Хидли — Катрина
- Кристофер Уокен — Тёрнер Лэйр, сын Генри, отец Джейсона
- Дэвид Эйгенберг — Джон
- Роберт Дуглас Вашингтон — студент из колледжа
- Карлос Кабаркас — продавец в KFC
- Джерри Бэммен — Альберт
- Джин Эффрон — мама Альберта
- Лили Найт — продавщица Тиффани
- Рик Негрон — менеджер KFC
- Дэвид Марчиано — детектив
- Норберт Вайссер — Уолтер
- Лори О’Брайэн — Рут
- Кэтрин Хан — Сара
- Майкл О’Нил — ковбой